# Sejm nadzwyczajny 1670
Sejm nadzwyczajny 1670 – został zwołany 23 grudnia 1669 roku do Warszawy.
Sejmiki przedsejmowe w województwach odbyły się 23 stycznia 1670 roku.  
Marszałkiem sejmu obrano Jana Kazimierza Kierdeja, marszałka grodzieńskiego. Obrady sejmu trwały od 5 marca do 26 marca 1670 roku. 
Sejm został zerwany przez Benedykta Zabokrzyckiego. 4 lipca 1672 roku wydano uniwersał na sejmiki relacyjne.
Na sejmie zgłoszono sprawę zabezpieczenia uchodźców z terenów Ukrainy. Odbyło się starcie zwolenników króla z ugrupowaniem, popierającym w elekcji kandydaturę francuskiego księcia Charles’a-Paris d’Orleans-Longueville, do których należał hetman Jan Sobieski. Zamierzano przeprowadzić sąd sejmowy nad hetmanem, ale z powodu wystąpienia wojska w jego obronie, odstąpiono od ukarania hetmana.